# Skarstad
Skarstad est une localité du comté de Nordland, en Norvège.

## Géographie
Administrativement, Skarstad fait partie de la kommune de Ballangen.